# ديفيد وير (لاعب كرة قدم)
ديفيد وير (بالإنجليزية: David Weir) مواليد 10 مايو 1970 في إسكتلندا، هو لاعب كرة قدم إسكتلندي سابق كان يلعب كمدافع. سبق له أن لعب في كأس العالم لكرة القدم 1998 مع منتخب بلاده. لعب خلال مسيرته 606 مباريات سجل خلالها 28 هدفاً.

## المسيرة الاحترافية

### أندية لعب لها
- نادي فالكيرك
- هارت أوف ميدلوثيان
- نادي إيفرتون
- نادي رينجرز

## روابط خارجية
- ديفيد وير على موقع الاتحاد الدولي (مؤرشف)  (الإنجليزية)
- ديفيد وير على موقع الاتحاد الأوربي (الإنجليزية)
- ديفيد وير على موقع الاتحاد الإسكتلندي (الإنجليزية)
- ديفيد وير على موقع قاعدة بيانات كرة القدم.إي يو (الإنجليزية)
- ديفيد وير على موقع ناشيونال فوتبول تيمز (الإنجليزية)
- ديفيد وير على موقع Soccerbase.com (لاعب) (الإنجليزية)
- ديفيد وير على موقع عالم كرة القدم.نت (الإنجليزية)